# 애들레이드 케인
애들레이드 케인(Adelaide Kane, 1990년 8월 9일 ~ )은 오스트레일리아의 배우, 모델이다.

## 출연 작품

### 영화
- 염소들 (2012)
- 더 퍼지 (2013)
- 블러드 펀치 (2013)
- 데블핸드 (2014)
- 더 퍼스트 퍼지 (2018)
- 코스믹 씬 (2021) - 피오나 아덴 역

### 텔레비전
- 네이버스 (2007)
- Power Rangers RPM (2009)
- 틴 울프 (2013)
- 레인 (2013-17)
- 드래곤 길들이기 (2016-18) - 목소리
- 원스 어폰 어 타임 (2017-18)
- 씰 팀 (2019-20)
- 디스 이즈 어스 (2020)
- 그레이 아나토미 (2022-현재)
- 스타 트렉: 스트레인지 뉴 월드 (2023)